# Riatina
Riatina is een geslacht van rechtvleugeligen uit de familie krekels (Gryllidae). De wetenschappelijke naam van dit geslacht is voor het eerst geldig gepubliceerd in 1983 door Otte & Alexander.

## Soorten
Het geslacht Riatina omvat de volgende soorten:
- Riatina brevicauda Chopard, 1925
- Riatina callosifrons Chopard, 1925
- Riatina frontalis Walker, 1869
- Riatina karralla Otte & Alexander, 1983
- Riatina mundiwindi Otte & Alexander, 1983
- Riatina nangkita Otte & Alexander, 1983
- Riatina padiminka Otte & Alexander, 1983
- Riatina pilkena Otte & Alexander, 1983
- Riatina pulkara Otte & Alexander, 1983
- Riatina pustulata Baehr, 1989
- Riatina subrostriata Baehr, 1989
- Riatina villosiceps Chopard, 1951